# Eschershausen

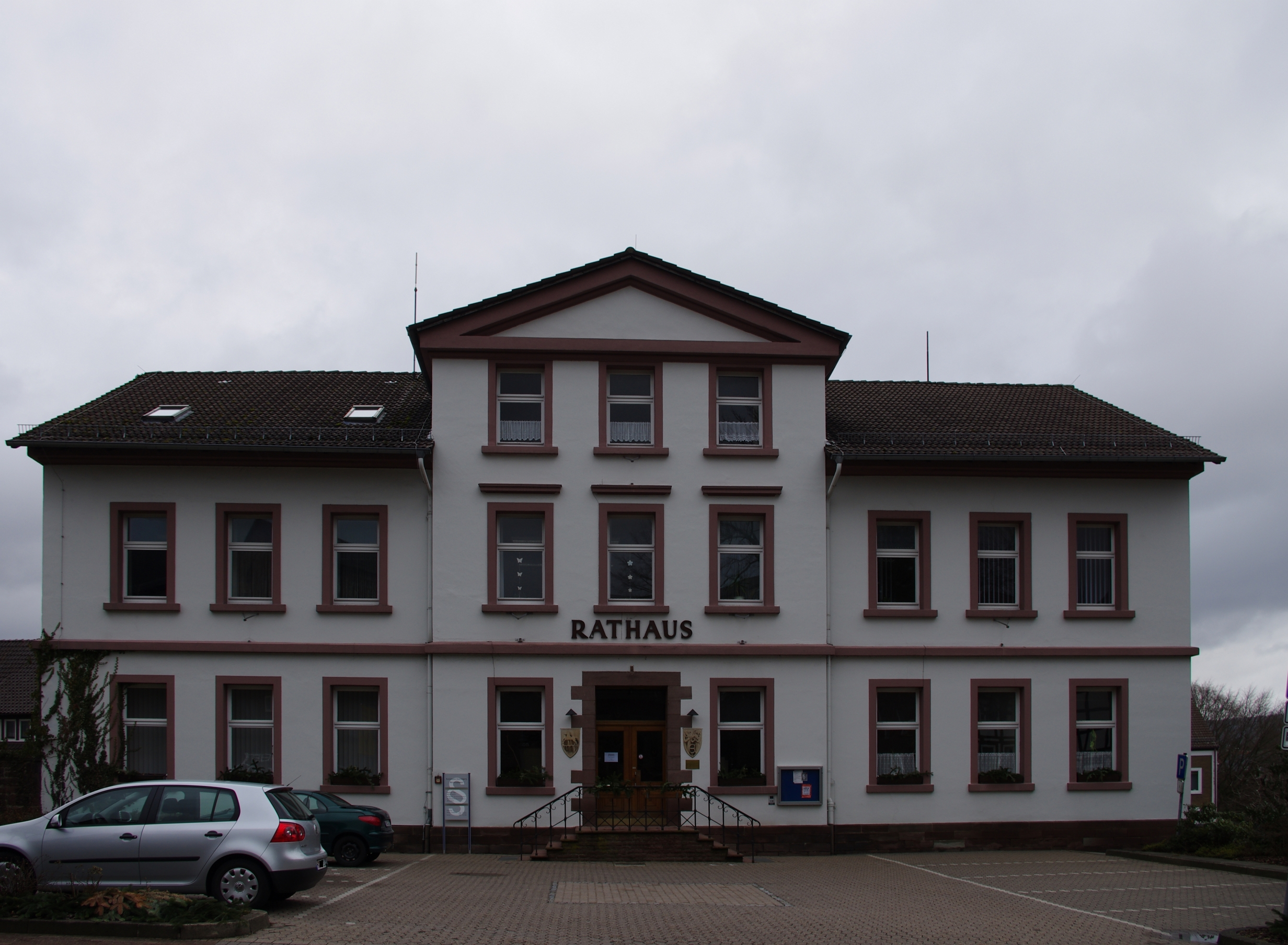
Rathaus

Eschershausen è una città di 3.631 abitanti della Bassa Sassonia, in Germania.

Appartiene al circondario (Landkreis) di Holzminden (targa HOL) ed è parte della comunità amministrativa (Samtgemeinde) di Eschershausen-Stadtoldendorf.